# Miconia biappendiculata
Miconia biappendiculata là một loài thực vật có hoa trong họ Mua. Loài này được (Naudin) L. Uribe mô tả khoa học đầu tiên năm 1960.